# Ipomoea oblonga
Ipomoea oblonga är en vindeväxtart som beskrevs av George Bentham. Ipomoea oblonga ingår i släktet praktvindor, och familjen vindeväxter. Inga underarter finns listade i Catalogue of Life.